# Cléguérec
Cléguérec (Klegereg trong tiếng Bretagne) là một xã ở tỉnh Morbihan trong vùng Bretagne tây bắc Pháp. Xã này có diện tích 62,99 km², dân số năm 1999 là 2749 người. Khu vực này có độ cao từ 55-281 mét trên mực nước biển.
Cư dân của Cléguérec danh xưng trong tiếng Pháp là Cléguérecois.

## Tiếng Bretagne
Năm 2007, có 14,6% trẻ em học trường song ngữ ở cấp tiểu học.